# Браун, Тара
Та́ра Бра́ун (англ. Tara Brown; род. 1968, Сидней, Новый Южный Уэльс, Австралия) — австралийская журналистка и телеведущая.

## Биография
Тара Браун родилась в 1968 году в Сиднее (штат Новый Южный Уэльс, Австралия). В 1989 году Тара окончила «Charles Sturt University», получив степень бакалавра искусств.
После окончания университета она присоединилась к «Seven Network» в Сиднее в качестве помощника начальника генерального штаба. В 1991 году Браун перешла в «WIN Television».
С 1999 года Тара замужем за Джеймсом МакЭвойем. У супругов есть два сына — Джек Купер МакЭвой (род.25.10.2008) и Том Оливер МакЭвой (род.12.12.2010).